# Quelli con gli occhiali
Quelli con gli occhiali (Szemüvegesek) è un film del 1969 scritto e diretto da Sándor Simó. Ha come interpreti principali István Bujtor, Mari Törőcsik, István Avar, Mária Ronyecz e Tamás Major.
Il film, che nel 1969 venne presentato al Festival internazionale del film di Locarno, vinse il Pardo d'Oro per il miglior film in concorso.

## Produzione
Il film fu prodotto dalla Mafilm.

## Distribuzione
Internazionalmente, il film prese il titolo inglese Those Who Wear Glasses; in Francia è conosciuto come Dis-moi bonjour, in Polonia come Okularnicy e nella Germania Ovest come Brillenträger.

## Riconoscimenti
- Pardo d'Oro 1969 al Festival del cinema di Locarno